# Ултрамикроскоп
Ултрамикроскоп је оптички уређај за детекцију честица тако малих димензија (до 2 нм) да их није могуће опазити са обичним микроскопима. У ултрамикроскопу нису посматране само саме честице, већ велике дифракцијске светлосне тачке на њима. Величина и облик честица у ултрамикроскопу не могу се одредити, али може се одредити њихова концентрација и израчунати просечна величина. Користи се за проучавање распршених система, за контролу чистоће ваздуха и воде итд. Пример употребе ултрамикроскопа за проучавање наночестица је анализа путање наночестица. 